# Giovanni Antonio Battarra
Giovanni Antonio Battarra (Pedrolara di Coriano, 9 giugno 1714 – Rimini, 8 novembre 1789) è stato un naturalista e micologo italiano.

## Storia

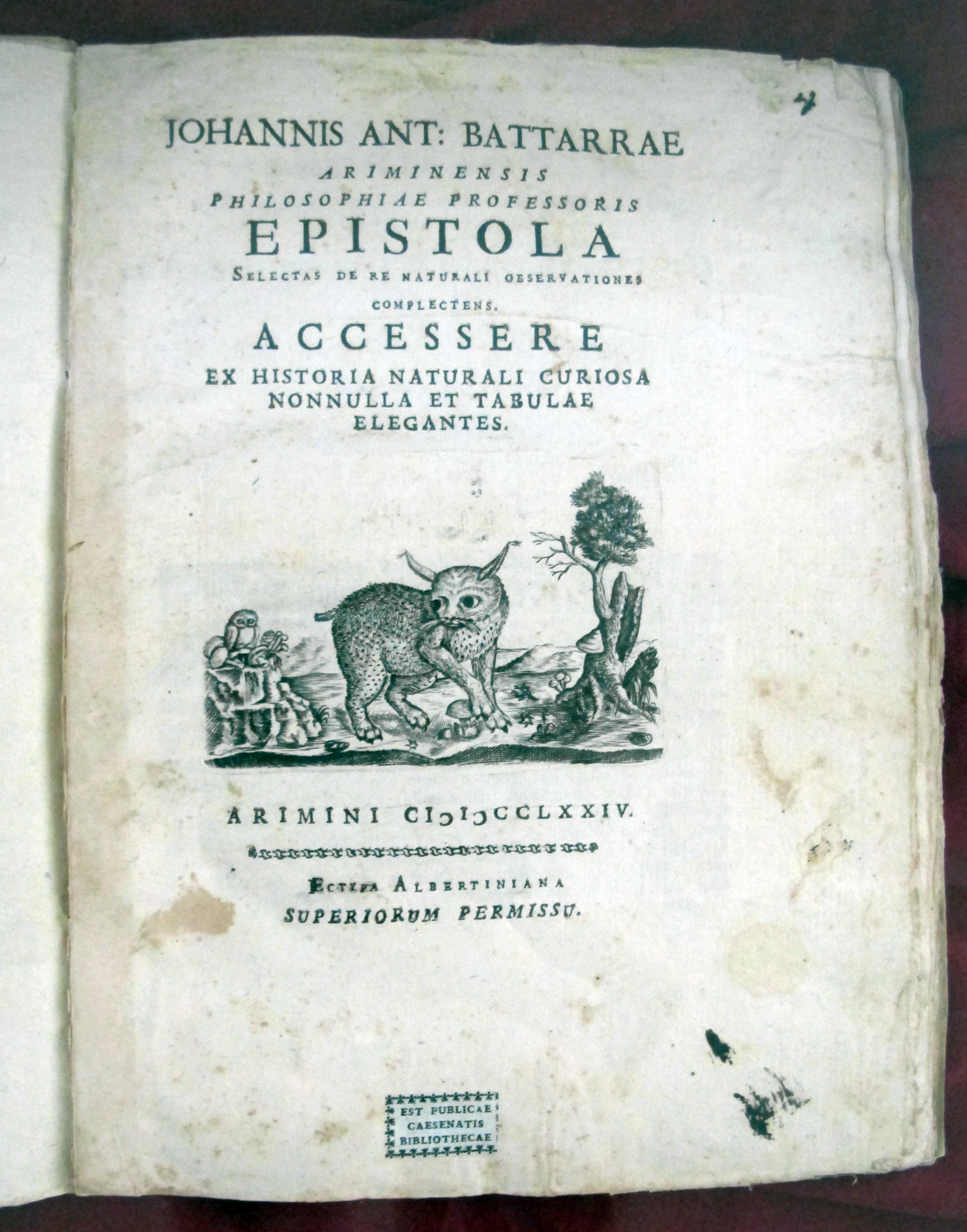
Edizione del 1774 dell Epistola selectas de re naturali observationes complectens.

Nacque vicino a Rimini, alla Pedrolara di Coriano, da Domenico Battarra e Giovanna Francesca Fabbri. Entrò nel seminario di Rimini, più per le modeste condizioni della famiglia che per vocazione, dove fu ordinato sacerdote nel 1738. 

Ottenne di non essere pastore d'anime, ma insegnante nei seminari. L'attività didattica gli consentì di dedicarsi con tutte le energie alla sua vera passione, le scienze naturali. Il suo primo campo di studi fu la botanica. Divenne ben presto discepolo di un suo conterraneo a quel tempo molto famoso, Giovanni Bianchi. Battarra partecipò, nonostante indossasse l'abito talare, alle riunioni organizzate dal Bianchi dove venivano discusse e dibattute le tesi scientifiche più attuali nei campi della geometria, della fisica e della storia naturale. In questo ambito culturale venne a conoscenza delle opere di un altro grande studioso, il fiorentino Pier Antonio Micheli. Fu lo stesso Bianchi a metterlo in contatto, nel 1740, con il consigliere del Micheli (da poco scomparso), padre Bruno Tozzi, monaco dell'abbazia di Vallombrosa nel Casentino. A quei tempi l'abbazia era un punto di riferimento per tutti gli eruditi nelle discipline botaniche, e naturalistiche in generale. Tramite la conoscenza di padre Tozzi scattò in Battarra l'interesse per la micologia. 
Nel 1741 Battarra ebbe la cattedra di filosofia nel seminario di Savignano sul Rubicone, dove restò ad insegnare per quattro anni. Nel 1748 ebbe la cattedra di filosofia a Rimini, che occupò per sette anni. Parallelamente affrontò lo studio dei funghi, basandosi sia sui testi (in particolare la Sylva Fungorum di padre Tozzi) che sull'osservazione diretta. Il frutto delle sue ricerche fu il trattato Fungorum agri-Ariminensis historia, composto da 80 pagine e illustrato con 40 tavole da lui stesso disegnate e incise sul rame. L'opera descrive ben 248 specie di funghi. Nel 1757 gli fu assegnata una cattedra di filosofia dal Comune di Rimini e nel 1760 quella del locale Seminario. 
Nel 1778 Battarra pubblicò la sua opera più importante, Pratica agraria. Nell'opera descrisse con dovizia di particolari le «vane osservanze e superstizioni de' contadini romagnuoli» (Dialogo XXX), sostenendo la necessità di un'agricoltura basata su metodi razionali. Per queste pagine, Battarra è riconosciuto come il pioniere della scienza folcloristica italiana. 

Battarra fu autore anche di sonetti in lingua romagnola.
Morì a Rimini l'8 novembre 1789.
Il micologo svedese Fries riconobbe nell'opera micologica di Battarra oltre 150 specie e il micologo olandese Persoon gli dedicò il genere Battarrea.

## Casa museo
La casa natia di Giovanni Antonio Battarra, a Pedrolara di Coriano, è aperta e visitabile. È ancora arredata con i mobili d'epoca e tutti gli arredi originali.

## Nomenclatura micologica
| Battarra è l'abbreviazione standard utilizzata per le piante descritte da Giovanni Antonio Battarra. Consulta l'elenco delle piante assegnate a questo autore dall'IPNI. |

Lo studioso tedesco Christian Hendreek Persoon (1761-1836), estimatore delle opere di Battarra, gli dedicò il nome di un fungo della famiglia Agaricaceae, il Battarrea phalloides.